# Famille Huxley
Pour les articles homonymes, voir Huxley.

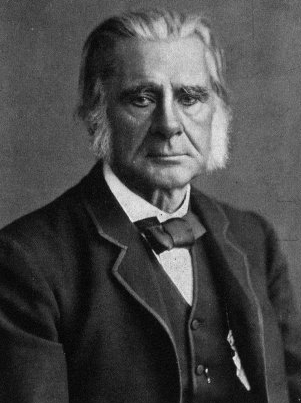
Thomas Henry Huxley

La famille Huxley est une famille britannique dont plusieurs membres ont excellé dans la science, la médecine, ou les arts depuis le XIXe siècle. La famille compte également des membres qui ont occupé des postes éminents dans la fonction publique du Royaume-Uni.

## Histoire
Le nom de Huxley apparait pour la première fois dans les archives en 1260. Le lieu d'origine primitif de la famille est le village de Huxley, dans le Cheshire, au nord-ouest de l'Angleterre.
Le patriarche de la famille est le zoologiste et anatomiste Thomas Henry Huxley. Ses petits-fils comprennent l'écrivain Aldous Huxley, son frère Julian Huxley, premier directeur de l'UNESCO, et le biophysicien et physiologiste Andrew Huxley, lauréat du prix Nobel de physiologie ou médecine.

## Filiation
- Thomas Henry Huxley (1825-1895), biologiste britannique, partisan de Darwin et inventeur du terme agnosticisme, marié avec Henrietta Anne Heathorn (1825-1915), dont :
  - Leonard Huxley (1860-1933), écrivain et éditeur, marié avec Julia Arnold (1862-1908), dont :
    - Sir Julian Sorell Huxley (1887-1975), biologiste reconnu pour ses théories de l'évolution.
    - Aldous Huxley (1894-1963), écrivain, auteur en 1932 du roman d'anticipation Le Meilleur des mondes (Brave New World)

  - marié en secondes noces avec Rosalind Bruce (1890-1994), dont :
    - Sir Andrew Fielding Huxley (1917-2012), physiologiste et biophysicien

  - Henry Huxley (1865-1946), marié avec Sophie Stobart, dont :
    - Gervas Huxley (1894-1971), marié en 1931 avec Elspeth Grant (1907-1997), plus connue sous le nom d'Elspeth Huxley, journaliste, essayiste et écrivaine.
    - Michael Huxley, marié avec Ottille de Lotbinière Mills, avec qui il a eu Selma Huxley (1927-2020), historienne et géographe.